# Dark Matter (The Word Alive)
Dark Matter è il quarto album in studio del gruppo metalcore statunitense The Word Alive, pubblicato nel 2016.

## Tracce
1. Dreamer – 2:53
2. Trapped – 3:56
3. Face to Face – 3:23
4. Sellout – 3:34
5. Insane – 4:20
6. Made This Way – 4:15
7. Suffocating – 3:35
8. Piece of Me – 4:08
9. Branded – 3:57
10. Grunge – 4:00
11. Dark Matter – 4:07
12. Oxy – 4:00

## Formazione

### Gruppo
- Telle Smith – voce
- Zack Hansen – chitarra, cori
- Tony Pizzuti – chitarra, cori
- Daniel Shapiro – basso, cori
- Luke Holland – batteria

### Altri musicisti
- Alicia Solombrino - voce (in Piece of Me)